# Lijst van afleveringen van M*A*S*H
Dit is een lijst met afleveringen van de Amerikaanse televisieserie M*A*S*H. De serie telt elf seizoenen. Een overzicht van alle afleveringen is hieronder te vinden.

## Seizoen 1
| Nr. | Titel aflevering              | Uitzenddatum VS   |
| --- | ----------------------------- | ----------------- |
| 1   | Pilot                         | 17 september 1972 |
| 2   | To Market, to Market          | 24 september 1972 |
| 3   | Requiem for a Lightweight     | 1 oktober 1972    |
| 4   | Chief Surgeon Who?            | 8 oktober 1972    |
| 5   | The Moose                     | 15 oktober 1972   |
| 6   | Yankee Doodle Doctor          | 22 oktober 1972   |
| 7   | Bananas, Crackers and Nuts    | 5 november 1972   |
| 8   | Cowboy                        | 12 november 1972  |
| 9   | Henry, Please Come Home       | 19 november 1972  |
| 10  | I Hate a Mystery              | 26 november 1972  |
| 11  | Germ Warfare                  | 10 december 1972  |
| 12  | Dear Dad                      | 17 december 1972  |
| 13  | Edwina                        | 24 december 1972  |
| 14  | Love Story                    | 7 januari 1973    |
| 15  | Tuttle                        | 14 januari 1973   |
| 16  | The Ringbanger                | 21 januari 1973   |
| 17  | Sometimes You Hear the Bullet | 28 januari 1973   |
| 18  | Dear Dad, Again               | 4 februari 1973   |
| 19  | The Longjohn Flap             | 18 februari 1973  |
| 20  | The Army-Navy Game            | 25 februari 1973  |
| 21  | Sticky Wicket                 | 4 maart 1973      |
| 22  | Major Fred C. Dobbs           | 11 maart 1973     |
| 23  | Ceasefire                     | 18 maart 1973     |
| 24  | Showtime                      | 25 maart 1973     |

## Seizoen 2
| Nr. | Titel aflevering                    | Uitzenddatum VS   |
| --- | ----------------------------------- | ----------------- |
| 1   | Divided We Stand                    | 15 september 1973 |
| 2   | 5 O'Clock Charlie                   | 22 september 1973 |
| 3   | Radar's Report                      | 29 september 1973 |
| 4   | For the Good of the Outfit          | 6 oktober 1973    |
| 5   | Dr. Pierce and Mr. Hyde             | 13 oktober 1973   |
| 6   | Kim                                 | 20 oktober 1973   |
| 7   | L.I.P. (Local Indigenous Personnel) | 27 oktober 1973   |
| 8   | The Trial of Henry Blake            | 3 november 1973   |
| 9   | Dear Dad... Three                   | 10 november 1973  |
| 10  | The Sniper                          | 17 november 1973  |
| 11  | Carry On, Hawkeye                   | 24 november 1973  |
| 12  | The Incubator                       | 1 december 1973   |
| 13  | Deal Me Out                         | 8 december 1973   |
| 14  | Hot Lips and Empty Arms             | 15 december 1973  |
| 15  | Officers Only                       | 22 december 1973  |
| 16  | Henry in Love                       | 5 januari 1974    |
| 17  | For Want of a Boot                  | 12 januari 1974   |
| 18  | Operation Noselift                  | 19 januari 1974   |
| 19  | The Chosen People                   | 26 januari 1974   |
| 20  | As You Were                         | 2 februari 1974   |
| 21  | Crisis                              | 9 februari 1974   |
| 22  | George                              | 16 februari 1974  |
| 23  | Mail Call                           | 23 februari 1974  |
| 24  | A Smattering of Intelligence        | 2 maart 1974      |

## Seizoen 3
| Nr. | Titel aflevering              | Uitzenddatum VS   |
| --- | ----------------------------- | ----------------- |
| 1   | The General Flipped at Dawn   | 10 september 1974 |
| 2   | Rainbow Bridge                | 17 september 1974 |
| 3   | Officer of the Day            | 24 september 1974 |
| 4   | Iron Guts Kelly               | 1 oktober 1974    |
| 5   | O.R.                          | 8 oktober 1974    |
| 6   | Springtime                    | 15 oktober 1974   |
| 7   | Check-Up                      | 22 oktober 1974   |
| 8   | Life with Father              | 29 oktober 1974   |
| 9   | Alcoholics Unanimous          | 12 november 1974  |
| 10  | There Is Nothing Like a Nurse | 19 november 1974  |
| 11  | Adam's Ribs                   | 26 november 1974  |
| 12  | A Full Rich Day               | 3 december 1974   |
| 13  | Mad Dogs and Servicemen       | 10 december 1974  |
| 14  | Private Charles Lamb          | 31 december 1974  |
| 15  | Bombed                        | 7 januari 1975    |
| 16  | Bulletin Board                | 14 januari 1975   |
| 17  | The Consultant                | 21 januari 1975   |
| 18  | House Arrest                  | 4 februari 1975   |
| 19  | Aid Station                   | 11 februari 1975  |
| 20  | Love and Marriage             | 18 februari 1975  |
| 21  | Big Mac                       | 25 februari 1975  |
| 22  | Payday                        | 4 maart 1975      |
| 23  | White Gold                    | 11 maart 1975     |
| 24  | Abyssinia, Henry              | 18 maart 1975     |

## Seizoen 4
| Nr. | Titel aflevering            | Uitzenddatum VS   |
| --- | --------------------------- | ----------------- |
| 1   | Welcome to Korea            | 12 september 1975 |
| 2   | Change of Command           | 19 september 1975 |
| 3   | It Happened One Night       | 26 september 1975 |
| 4   | The Late Captain Pierce     | 3 oktober 1975    |
| 5   | Hey, Doc                    | 10 oktober 1975   |
| 6   | The Bus                     | 17 oktober 1975   |
| 7   | Dear Mildred                | 24 oktober 1975   |
| 8   | The Kids                    | 31 oktober 1975   |
| 9   | Quo Vadis, Captain Chandler | 7 november 1975   |
| 10  | Dear Peggy                  | 14 november 1975  |
| 11  | Of Moose and Men            | 21 november 1975  |
| 12  | Soldier of the Month        | 28 november 1975  |
| 13  | The Gun                     | 2 december 1975   |
| 14  | Mail Call, Again            | 8 december 1975   |
| 15  | The Price of Tomato Juice   | 16 december 1975  |
| 16  | Dear Ma                     | 23 december 1975  |
| 17  | Der Tag                     | 6 januari 1976    |
| 18  | Hawkeye                     | 13 januari 1976   |
| 19  | Some 38th Parallels         | 20 januari 1976   |
| 20  | The Novocaine Mutiny        | 27 januari 1976   |
| 21  | Smilin' Jack                | 3 februari 1976   |
| 22  | The More I See You          | 10 februari 1976  |
| 23  | Deluge                      | 17 februari 1976  |
| 24  | The Interview               | 24 februari 1976  |

## Seizoen 5
| Nr. | Titel aflevering                   | Uitzenddatum VS   |
| --- | ---------------------------------- | ----------------- |
| 1   | Bug Out                            | 21 september 1976 |
| 2   | Margaret's Engagement              | 28 september 1976 |
| 3   | Out of Sight, Out of Mind          | 5 oktober 1976    |
| 4   | Lt. Radar O'Reilly                 | 12 oktober 1976   |
| 5   | The Nurses                         | 19 oktober 1976   |
| 6   | The Abduction of Margaret Houlihan | 26 oktober 1976   |
| 7   | Dear Sigmund                       | 9 november 1976   |
| 8   | Mulcahy's War                      | 16 november 1976  |
| 9   | The Korean Surgeon                 | 23 november 1976  |
| 10  | Hawkeye Get Your Gun               | 30 november 1976  |
| 11  | The Colonel's Horse                | 7 december 1976   |
| 12  | Exorcism                           | 14 december 1976  |
| 13  | Hawk's Nightmare                   | 21 december 1976  |
| 14  | The Most Unforgettable Characters  | 4 januari 1977    |
| 15  | 38 Across                          | 11 januari 1977   |
| 16  | Ping Pong                          | 18 januari 1977   |
| 17  | End Run                            | 25 januari 1977   |
| 18  | Hanky Panky                        | 1 februari 1977   |
| 19  | Hepatitis                          | 8 februari 1977   |
| 20  | The General's Practitioner         | 15 februari 1977  |
| 21  | Movie Tonight                      | 22 februari 1977  |
| 22  | Souvenirs                          | 1 maart 1977      |
| 23  | Post Op                            | 8 maart 1977      |
| 24  | Margaret's Marriage                | 15 maart 1977     |

## Seizoen 6
| Nr. | Titel aflevering            | Uitzenddatum VS   |
| --- | --------------------------- | ----------------- |
| 1   | Fade Out, Fade In           | 20 september 1977 |
| 2   | Fallen Idol                 | 27 september 1977 |
| 3   | Last Laugh                  | 4 oktober 1977    |
| 4   | War of Nerves               | 11 oktober 1977   |
| 5   | The Winchester Tapes        | 18 oktober 1977   |
| 6   | The Light That Failed       | 25 oktober 1977   |
| 7   | In Love and War             | 1 november 1977   |
| 8   | Change Day                  | 8 november 1977   |
| 9   | Images                      | 15 november 1977  |
| 10  | The M*A*S*H Olympics        | 22 november 1977  |
| 11  | The Grim Reaper             | 29 november 1977  |
| 12  | Comrades in Arms: Part 1    | 6 december 1977   |
| 13  | Comrades in Arms: Part 2    | 13 december 1977  |
| 14  | The Merchant of Korea       | 20 december 1977  |
| 15  | The Smell of Music          | 3 januari 1978    |
| 16  | Patent 4077                 | 10 januari 1978   |
| 17  | Tea and Empathy             | 17 januari 1978   |
| 18  | Your Hit Parade             | 24 januari 1978   |
| 19  | What's Up, Doc?             | 30 januari 1978   |
| 20  | Mail Call Three             | 6 februari 1978   |
| 21  | Temporary Duty              | 13 februari 1978  |
| 22  | Potter's Retirement         | 20 februari 1978  |
| 23  | Dr. Winchester and Mr. Hyde | 27 februari 1978  |
| 24  | Major Topper                | 27 maart 1978     |

## Seizoen 7
| Nr. | Titel aflevering             | Uitzenddatum VS   |
| --- | ---------------------------- | ----------------- |
| 1   | Commander Pierce             | 18 september 1978 |
| 2   | Peace on Us                  | 25 september 1978 |
| 3   | Lil                          | 2 oktober 1978    |
| 4   | Our Finest Hour              | 9 oktober 1978    |
| 5   | The Billfold Syndrome        | 16 oktober 1978   |
| 6   | None Like It Hot             | 23 oktober 1978   |
| 7   | They Call the Wind Korea     | 30 oktober 1978   |
| 8   | Major Ego                    | 6 november 1978   |
| 9   | Baby, It's Cold Outside      | 13 november 1978  |
| 10  | Point of View                | 20 november 1978  |
| 11  | Dear Comrade                 | 27 november 1978  |
| 12  | Out of Gas                   | 4 december 1978   |
| 13  | An Eye for a Tooth           | 11 december 1978  |
| 14  | Dear Sis                     | 18 december 1978  |
| 15  | B. J. Papa San               | 1 januari 1979    |
| 16  | Inga                         | 8 januari 1979    |
| 17  | The Price                    | 15 januari 1979   |
| 18  | The Young and the Restless   | 22 januari 1979   |
| 19  | Hot Lips Is Back in Town     | 29 januari 1979   |
| 20  | C*A*V*E                      | 5 februari 1979   |
| 21  | Rally 'Round the Flagg, Boys | 14 februari 1979  |
| 22  | Preventative Medicine        | 19 februari 1979  |
| 23  | A Night at Rosie's           | 26 februari 1979  |
| 24  | Ain't Love Grand             | 5 maart 1979      |
| 25  | The Party                    | 12 maart 1979     |

## Seizoen 8
| Nr. | Titel aflevering        | Uitzenddatum VS   |
| --- | ----------------------- | ----------------- |
| 1   | Too Many Cooks          | 17 september 1979 |
| 2   | Are You Now, Margaret?  | 24 september 1979 |
| 3   | Guerilla My Dreams      | 1 oktober 1979    |
| 4   | Good-Bye Radar: Part 1  | 8 oktober 1979    |
| 5   | Good-Bye Radar: Part 2  | 15 oktober 1979   |
| 6   | Period of Adjustment    | 22 oktober 1979   |
| 7   | Nurse Doctor            | 29 oktober 1979   |
| 8   | Private Finance         | 5 november 1979   |
| 9   | Mr. and Mrs. Who?       | 12 november 1979  |
| 10  | The Yalu Brick Road     | 19 november 1979  |
| 11  | Life Time               | 26 november 1979  |
| 12  | Dear Uncle Abdul        | 3 december 1979   |
| 13  | Captains Outrageous     | 10 december 1979  |
| 14  | Stars and Stripes       | 17 december 1979  |
| 15  | Yessir, That's Our Baby | 31 december 1979  |
| 16  | Bottle Fatigue          | 7 januari 1980    |
| 17  | Heal Thyself            | 14 januari 1980   |
| 18  | Old Soldiers            | 21 januari 1980   |
| 19  | Morale Victory          | 28 januari 1980   |
| 20  | Lend a Hand             | 4 februari 1980   |
| 21  | Goodbye, Cruel World    | 11 februari 1980  |
| 22  | Dreams                  | 18 februari 1980  |
| 23  | War Co-Respondent       | 3 maart 1980      |
| 24  | Back Pay                | 10 maart 1980     |
| 25  | April Fools             | 24 maart 1980     |

## Seizoen 9
| Nr. | Titel aflevering        | Uitzenddatum VS  |
| --- | ----------------------- | ---------------- |
| 1   | The Best of Enemies     | 17 november 1980 |
| 2   | Letters                 | 24 november 1980 |
| 3   | Cementing Relationships | 1 december 1980  |
| 4   | Father's Day            | 8 december 1980  |
| 5   | Death Takes a Holiday   | 15 december 1980 |
| 6   | A War for All Seasons   | 29 december 1980 |
| 7   | Your Retention Please   | 5 januari 1981   |
| 8   | Tell It to the Marines  | 5 januari 1981   |
| 9   | Taking the Fifth        | 19 januari 1981  |
| 10  | Operation Friendship    | 26 januari 1981  |
| 11  | No Sweat                | 2 februari 1981  |
| 12  | Depressing News         | 9 februari 1981  |
| 13  | No Laughing Matter      | 16 februari 1981 |
| 14  | Oh, How We Danced       | 23 februari 1981 |
| 15  | Bottoms Up              | 2 maart 1981     |
| 16  | The Red/White Blues     | 9 maart 1981     |
| 17  | Bless You Hawkeye       | 16 maart 1981    |
| 18  | Blood Brothers          | 6 april 1981     |
| 19  | The Foresight Saga      | 13 april 1981    |
| 20  | The Life You Save       | 4 mei 1981       |

## Seizoen 10
| Nr. | Titel aflevering                             | Uitzenddatum VS  |
| --- | -------------------------------------------- | ---------------- |
| 1   | That's Show Biz                              | 26 oktober 1981  |
| 2   | Identity Crisis                              | 2 november 1981  |
| 3   | Rumor at the Top                             | 9 november 1981  |
| 4   | Give 'Em Hell, Hawkeye                       | 16 november 1981 |
| 5   | Wheelers and Dealers                         | 23 november 1981 |
| 6   | Communication Breakdown                      | 30 november 1981 |
| 7   | Snap Judgment                                | 7 december 1981  |
| 8   | Snappier Judgment                            | 14 december 1981 |
| 9   | 'Twas the Day After Christmas                | 28 december 1981 |
| 10  | Follies of the Living - Concerns of the Dead | 4 januari 1982   |
| 11  | The Birthday Girls                           | 11 januari 1982  |
| 12  | Blood and Guts                               | 18 januari 1982  |
| 13  | A Holy Mess                                  | 1 februari 1982  |
| 14  | The Tooth Shall Set You Free                 | 8 februari 1982  |
| 15  | Pressure Points                              | 15 februari 1982 |
| 16  | Where There's a Will, There's a War          | 22 februari 1982 |
| 17  | Promotion Commotion                          | 1 maart 1982     |
| 18  | Heroes                                       | 15 maart 1982    |
| 19  | Sons and Bowlers                             | 22 maart 1982    |
| 20  | Picture This                                 | 5 april 1982     |
| 21  | That Darn Kid                                | 12 april 1982    |

## Seizoen 11
| Nr. | Titel aflevering              | Uitzenddatum VS  |
| --- | ----------------------------- | ---------------- |
| 1   | Hey, Look Me Over             | 25 oktober 1982  |
| 2   | Trick or Treatment            | 1 november 1982  |
| 3   | Foreign Affairs               | 8 november 1982  |
| 4   | The Joker Is Wild             | 15 november 1982 |
| 5   | Who Knew?                     | 22 november 1982 |
| 6   | Bombshells                    | 28 november 1982 |
| 7   | Settling Debts                | 6 december 1982  |
| 8   | The Moon Is Not Blue          | 13 december 1982 |
| 9   | Run for the Money             | 20 december 1982 |
| 10  | U.N., the Night and the Music | 3 januari 1983   |
| 11  | Strange Bedfellows            | 10 januari 1983  |
| 12  | Say No More                   | 24 januari 1983  |
| 13  | Friends and Enemies           | 7 februari 1983  |
| 14  | Give and Take                 | 14 februari 1983 |
| 15  | As Time Goes By               | 21 februari 1983 |
| 16  | Goodbye, Farewell, and Amen   | 28 februari 1983 |